# 서울 (2002년 영화)
"서울"(일본어: ソウル)은 2002년에 개봉한 한일 합작 영화이다.

## 캐스팅
- 최민수 : 서울지방경찰청 형사부장 김윤철 총경 역
- 나가세 토모야 : 일본 경시청 하야세 유타로 형사 역
- 김지연 : 서울지방경찰청 형사부 윤경희 형사 역
- 최성민
- 변경수
- 박영진 : 컴퓨터 형사 역
- 전우재 : 버스기사 역